# 1. division i ishockey 1962-63
1. division i ishockey 1962-63 var turneringen om det sjette DM i ishockey. Mesterskabet blev arrangeret af Dansk Ishockey Union, og det var tredje sæson i træk, at mesterskabet blev afviklet i ligaform. Siden 1961-62 var ligaen blevet udvidet fra fire til fem hold, idet Gladsaxe SF var rykket op fra 2. division, men formatet var fortsat en dobbeltturnering alle-mod-alle. Endvidere havde USG overtaget Furesøens plads i 1. division.
Mesterskabet blev vundet af Rungsted IK, som dermed vandt DM-titlen for anden gang, og som dermed satte en stopper for KSF's stime på fire danmarksmesterskaber i træk. Denne sæson måtte københavnerne endda se sig overhalet af Esbjerg Skøjte Klub, som hjemførte sølvmedaljerne, og som dermed opnåede det bedste resultat i klubbens historie.

## Resultater og stillinger
De fem deltagende hold spillede en dobbeltturnering alle-mod-alle.
| Nr | Hold            | K | V | U | T | Mf |   | Mi | +/- | P                   |
| -- | --------------- | - | - | - | - | -- | - | -- | --- | ------------------- |
| 1  | Rungsted IK     | 8 | 6 | 1 | 1 | 52 | – | 21 | +31 | 13                  |
| 2  | Esbjerg SK      | 8 | 6 | 1 | 1 | 49 | – | 23 | +26 | 13                  |
| 3  | KSF (M)         | 8 | 5 | 0 | 3 | 37 | – | 37 | 0   | 10                  |
| 4  | Gladsaxe SF (O) | 8 | 2 | 0 | 6 | 22 | – | 37 | −15 | 4                   |
| 5  | USG             | 8 | 0 | 0 | 8 | 16 | – | 58 | −42 | 0Kvalifikationskamp |

 K: Kampe spillet, V: Vundne kampe, U: Uafgjorte kampe, T: Tabte kampe, Mf: Mål for, Mi: Mål imod, +/-: Måldifference, P: Point

 
USG bevarede pladsen i 1. division efter at have besejret Rødovre SIK i en direkte kamp om den sidste plads i divisionen i den kommende sæson. Rødovre Skøjte & Ishockey Klub havde vundet 2. division øst og besejret vinderen af 2. division vest, Viborg IK om retten til at spille oprykningskamp.